# DotNetNuke
DotNetNuke (DNN) ist ein freies Webframework auf Basis der Plattform ASP.NET.

## Funktionen
Mit DotNetNuke können von einem Host mehrere Portale mit unabhängigen Zugriffsberechtigungen, individuellem Design, Sprachen und Inhalt erstellt und von den jeweiligen Administratoren verwaltet werden.
Hierfür stehen den Administratoren und Redakteuren zahlreiche Features und Tools zur Verfügung, wie zum Beispiel:
- Module: Der Funktionsumfang des Systems wird durch Module realisiert, die gekapselte Applikationen darstellen.
- Skinning: Diese Funktion ermöglicht Festlegung des individuellen visuellen Designs der Seiten unter Trennung von Inhalt und Darstellung.
- Drag and Drop: Container und Module können innerhalb der Seiten mit der Maus mittels der Drag-and-Drop-Funktionalität platziert werden.
- Dateiverwaltung: Dateien können in das Portal hochgeladen und zur Verfügung gestellt werden.
- Papierkorb: Löschung und Wiederherstellung gelöschter Inhalte, Module und Seiten.
- Ereignisprotokoll: Übersicht der Benutzeranmeldungen und aufgetretener Fehler sowie kritischer Aktionen.
- Spracheditor: Erstellung von Übersetzungen.
- AJAX: Client-Callbacks vereinfachen die Handhabung und können in eigene Module integriert werden (Microsoft AJAX und jQuery sind integriert).

DotNetNuke kann individuell an die jeweiligen Benutzeranforderungen angepasst werden und verfügt über vielseitige Schnittstellen, die eine Kommunikation mit anderen Systemen der IT-Landschaft ermöglichen.
Für die Authentifizierung lassen sich neben dem eingebauten Anmeldedienst OpenID, LiveID, Cardspace und Active Directory einsetzen.
Sichere Kommunikation per SSL wird standardmäßig unterstützt und kann je Seite einzeln aktiviert werden. Zudem ist es möglich weitere, eigenentwickelte, Authentifizierungsprovider in das Portal zu integrieren.

## Sprachen und Mehrsprachigkeit
Standardmäßig wird DotNetNuke in englischer Sprache (en-US) ausgeliefert. Die Übersetzung lässt sich durch zahlreiche erhältliche Sprachpakete realisieren, darunter auch Deutsch, wobei mehr als 700 deutsche Sprachpakete von der Usergroup kostenlos bereitgestellt werden.
Mehrsprachigkeit für Inhalte (Menü, Texte etc.) ist mit verschiedenen Zusatzkomponenten realisierbar.
DotNetNuke unterstützt zwischenzeitlich auch systemseitig Mehrsprachigkeit. Die Funktionalität enthält allerdings derzeit noch einige Schwächen.

## Laufzeitumgebung und Lizenz
DotNetNuke basiert auf der aktuellen Microsoft ASP.NET-Technologie (programmiert in C#) und wurde als größtes Open-Source-Projekt auf dieser Plattform unter einer modifizierten BSD-Lizenz durch Projektgründer Shaun Walker frei zur Verfügung gestellt.
Copyright-Inhaber ist die DotNetNuke Corp. Zudem sind mittlerweile auch von der DotNetNuke Corp. in den USA lizenzierte Versionen erhältlich, welche in den unterschiedlichen Ausbaustufen auch einen erweiterten Support enthalten.
Das Unternehmen hat mittlerweile auch ein Büro für Europa eröffnet. Dieses befindet sich in Amsterdam und betreut derzeit den kompletten europäischen Raum.

## Entwicklung in den letzten Jahren
Seit dem Erscheinen der ersten Version am 24. Dezember 2002 hat DotNetNuke – insbesondere im englischen Sprachraum – rasch an Anwendern gewonnen. Zum Teil basieren kommerzielle Portallösungen aus Deutschland auf einem angepassten DotNetNuke. Seit Mai 2005 gehört DNN zu den Web Site Starters for Windows und wird in der Microsoft Web Application Gallery gelistet. Seit 2007 finden jährlich die DotNetNuke-Konferenzen Openforce in Europa und den USA statt, 2010 wurde erstmals der European Day of DotNetNuke veranstaltet. Für den deutschsprachigen Raum veranstaltet eine Usergroup ganztägige Fachveranstaltungen.

## Zusammenarbeit mit anderen Frameworks
- JavaScript Frameworks: DotNetNuke verwendet in der Version 4 ein eigenes JavaScript-Framework, welches jedoch mit der Version 5 durch jQuery abgelöst wurde - dies auch weil Microsoft zu diesem Zeitpunkt jQuery als JavaScript-Framework bevorzugt.[5]
- ASP Ajax: Es wird die AJAX-Lösung von Microsoft unterstützt, wobei ein Updatepanel bei Bedarf automatisch eingesetzt wird.
- CSS Frameworks: Zurzeit wird noch kein spezifisches Framework empfohlen. YAML ist im Moment das einzige Framework mit Support in der DotNetNuke Community, unter anderem weil auch YAML mit jQuery harmoniert.
- Telerik Web Controls werden ab Version 5.2 mit DotNetNuke ausgeliefert.

## Versionen
- DNN 3.x – Plattform: ASP.NET 1.1; Entwicklungsumgebung: VS.NET 2003; Datenbank: MS SQL-Server 2000 oder MSDE
- DNN 4.x – Plattform: ASP.NET 2.0; Entwicklungsumgebung: VS.NET 2005 oder VS.NET 2008; Datenbank: MS SQL-Server 2005, 2008 (auch Express Edition) oder MS SQL-Server 2000 bzw. MSDE
- DNN 5.x – Plattform: ASP.NET 2.0 (3.5 ab 5.2 Voraussetzung); Entwicklungsumgebung: VS.NET 2005 oder VS.NET 2008; Datenbank: MS SQL-Server 2005, 2008 (auch Express Edition)
- DNN 6.x - Plattform: ASP.NET 3.5 (4.0 unterstützt); Entwicklungsumgebung: VS.NET 2008 oder VS.NET 2010; Datenbank: MS SQL-Server 2005, 2008, 2008 R2 (auch Express Edition)
- DNN 7.x - Plattform: ASP.NET 4.0; Entwicklungsumgebung: VS.NET 2010 oder VS.NET 2012; Datenbank: MS SQL-Server 2008, 2008 R2, 2012 (auch Express Edition)

Die Versionen 3.x und 4.x unterscheiden sich in erster Linie durch die Laufzeitumgebung. Die Entwicklung der ASP-1.1-Linie wurde mit DotNetNuke 3.3.7 Ende 2006 eingestellt. Seitdem wurde u. a. die Performance optimiert (4.4), die Rechteverwaltung für einzelne Benutzer erweitert (4.5), Authentisierung für LiveID, OpenID und CardSpace hinzugefügt (4.6), Human Friendly URLs ermöglicht (4.7), die Lauffähigkeit im integrierten Modus von IIS 7.0 (Windows Server 2008) sichergestellt (4.8.0) und JQuery-Unterstützung integriert (4.9).
Version 5.0 erweitert die Rechteverwaltung, insbesondere im Bereich der Portalverwaltung, und enthält einen neuen Installer für alle Erweiterungen, d. h. Module, Skins, Skinobjekte, Sprachpakete und Provider. Widgets erweitern das Skinning und verbesserte Modulinterfaces erlauben die Entwicklung testbarer Module.

In der Version 6.x wurden unter dem Slogan "CMS redefined - Cloud, Mobile, Social" die Unterstützung für Windows Azure, mobile Weiterleitung und Social Features eingeführt.

Version 7.x erschien mit Windows 8/Windows 2012 Server.

### Deutschsprachige Seiten
- DotNetNuke Usergroup für den deutschsprachigen Raum – Deutsche Sprachpakete, Foren und Artikel
- Schweizer DotNetNuke User Group